# Molecular Phylogenetics and Evolution
Molecular Phylogenetics and Evolution (ISSN 1055-7903) — реферируемый научный журнал, публикующий статьи в области эволюционной биологии и филогенетики. Редактор D.E. Wildman. В 2013 году вышел 66-й том. Индекс цитирования (импакт фактор, Science Citation Index) равен 3,609 (2012), средний показатель за 5 лет — 3,982, до 4,264. Вошёл в список лидеров по рейтингу научных журналов в категории «Ecology, Evolution, Behavior and Systematics» (SCimagoJr.com, 2011, где занял место № 23 среди 197 журналов по теме). 

## Индексация
Журнал обрабатывается и индексируется в международных научных базах:
- en:EMBiology
- en:Journal Citation Reports
- Scopus
- Web of Science

## ISSN
- ISSN (printed): 1055-7903.
- ISSN (electronic): 1095-9513[6].